# Mont Blanc du Tacul
Il Mont Blanc du Tacul (4.248 m s.l.m.) è una montagna situata nel Massiccio del Monte Bianco, tra le cime dell'Aiguille du Midi e il Monte Maudit, nella regione francese dell'Alta Savoia.

## Caratteristiche

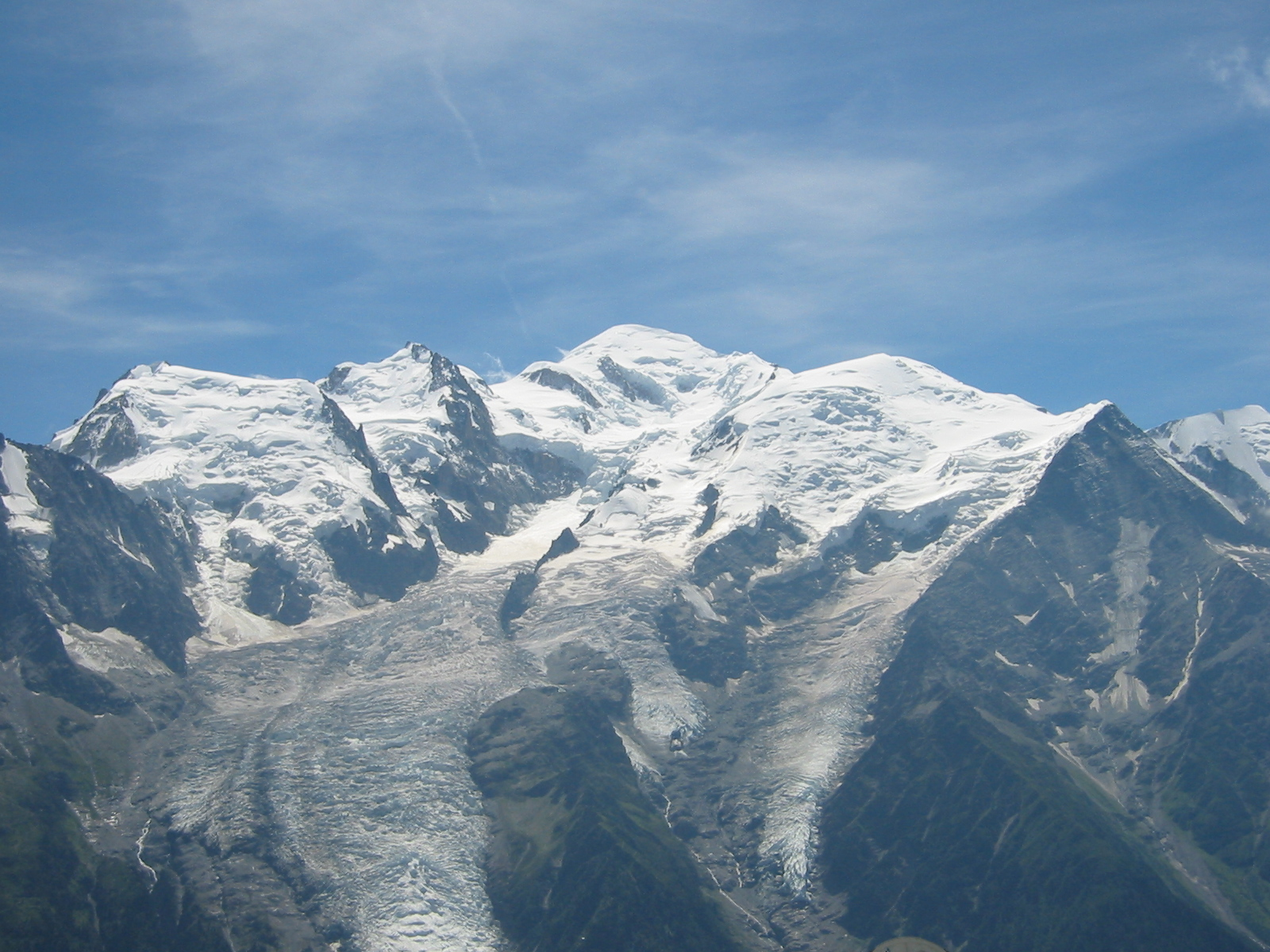
Da sinistra nella foto: il Mont Blanc du Tacul, il Monte Maudit, il Monte Bianco (al centro) e il Dôme du Goûter. In basso sulla sinistra il Ghiacciaio dei Bossons.

La montagna si trova lungo la lunga cresta di vette che dall'Aiguille du Midi sale alla vetta del Monte Bianco. Tale cresta forma a nord-ovest il Ghiacciaio dei Bossons e a sud-est la valle Blanche.
Il versante est del monte è caratterizzato da vari contrafforti formati da pinnacoli molto arditi che sono considerati un paradiso dai rocciatori. Tra questi pinnacoli si possono ricordare le Aiguilles du Diable ed il Grand Capucin.
La Spalla del Tacul, anticima della montagna collocata a nord-ovest si trova su un'importante via di accesso alla cima del Monte Bianco.

## Ascensioni

### Prima ascensione
La prima ascensione ufficiale alla vetta del Mont Blanc du Tacul venne effettuata da una spedizione senza guide capitanata dall'alpinista inglese Charles Hudson con Edward John Stevenson, Christopher e James Grenville Smith, E. S. Kennedy, Charles Ainslie e G. C. Joad l'8 agosto 1855. È tuttavia probabile che le guide di Courmayeur avessero già raggiunto la vetta nel 1854 e nel 1855 per aprire una nuova via italiana al Monte Bianco.

## Vie alpinistiche

### Vie normali
La via normale di ascesa alla vetta inizia generalmente dal Rifugio des Cosmiques e si svolge lungo il versante nord-ovest e la cresta ovest. Dal rifugio si scende al Col du Midi (3.532 m) e poi si sale il versante nord della montagna molto ripido (fino a 45 gradi) e molto crepacciato. Arrivati alla Spalla del Tacul si risale la medesima fino alle roccette che delimitano la vetta. La via nel suo complesso è valutata di grado di difficoltà PD.
Altra via di ascesa si svolge attraverso la cresta sud-est e passando attraverso la salita alle Aiguilles du Diable. Dal Rifugio Torino si sale al Circle Maudit e poi al Col du Diable. Dal colle si salgono diverse vette delle Aiguilles du Diable ed infine si raggiunge la vetta del Tacul. La via nel suo complesso è valutata D+.

### Versante est

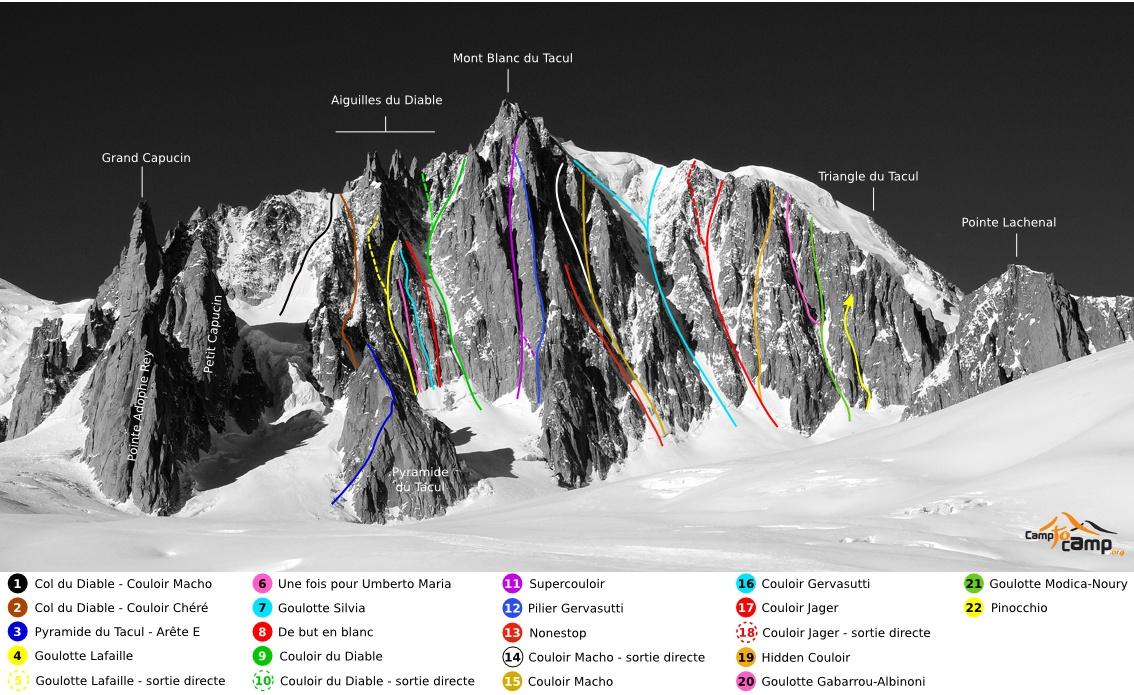
Le vie sul versante est del Mont Blanc du Tacul

- Couloir du Diable - 31 agosto 1930 - Prima salita di Guido Antoldi, Gabriele Boccalatte, Renato Chabod, Matteo Gallo e Piero Ghiglione.[2]
- Couloir Gervasutti - 13 agosto 1934 - Prima salita di Giusto Gervasutti e Renato Chabod.[3]
- Pilastro Boccalatte (Sperone centrale) - 28 agosto 1936 - Prima salita di Ninì Pietrasanta e Gabriele Boccalatte.[3]
- Pilastro Gervasutti (Pilastro est) - 29-30 luglio 1951 - Prima salita di Piero Fornelli e Giovanni Mauro.[4]
- Couloir Jager - 12 giugno 1964 - Prima salita di Pierre Barthélémy e Claude Jager.[5]
- Goulotte Albinoni-Gabarrou - 4-5 luglio 1974 - Prima salita di Patrick Gabarrou e Jean-Pierre Albinoni.[6]
- Supercouloir - 18-20 maggio 1975 - Prima salita di Patrick Gabarrou e Jean-Marc Boivin.[7]
- Goulotte Modica-Noury - 24 giugno 1979 - Prima salita di Gilles Modica e Antoine Noury.[8]
- Goulotte Lafaille- 12 febbraio 1985 - Prima salita di Jean-Christophe Lafaille.[9]

### Versante nord - Triangle du Tacul
- Contamine-Grisolle - 4 luglio 1968 - Prima salita di André Contamine, G. Gren, G. Grisolle, A. Poulain, M. Ziegler.[10]
- Goulotte Chèré - 18 agosto 1973 - Prima salita di Robert Chèré e Jacques Tranchant.[11]

### Versante sud
- Couloir S - 3 settembre 1902 - Prima salita di Alexis Berthod, Joseph Brocherel, Laurent Croux, Agostino Ferrari, Adolfo Hess, Louis Mussillon, Flavio Santi[12]

## Discese in sci e snowboard
- Couloir Gervasutti
  - 16 ottobre 1968 - Prima discesa con gli sci di Sylvain Saudan.[5]
- Couloir Jager
  - 7 marzo 1977 - Prima discesa in sci di Jacky Bessat.[5]
  - 6 gennaio 1990 - Prima discesa in snowboard di Eric Bellin, Philppe Besse, Christophe Crétin e Bruno Gouvy.[5]

## Incidenti
La parete nord, su cui sale la via normale, ed è anche passaggio per la via dei Trois Mont Blanc, è esposta al pericolo di crollo di seracchi che hanno causato numerosi incidenti, tra i quali:
- il 16 luglio 1974 una valanga, causata dal distacco di un seracco, ha travolto otto alpinisti francesi trascinandoli in un crepaccio e causandone la morte;[13]
- il 26 luglio 2005 la caduta di un seracco ha provocato una valanga che ha investito due cordate causando un morto e tre feriti;[14]
- il 24 agosto 2008 sono morti otto alpinisti (quattro tedeschi, un austriaco e tre svizzeri) e otto rimasti feriti, in seguito al crollo di un seracco.[15][16]

## Galleria d'immagini

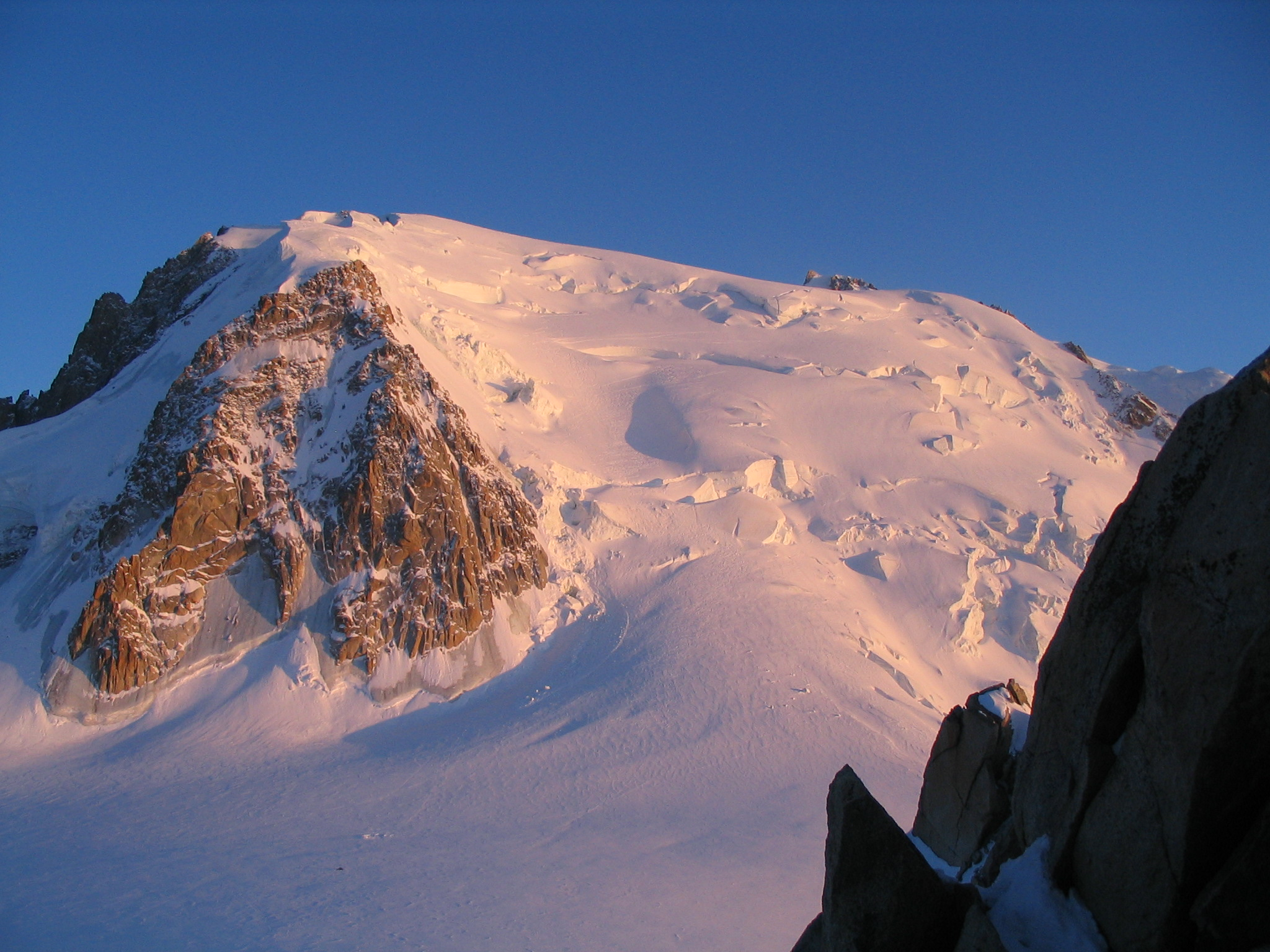
Il versante nord del Mont Blanc du Tacul dal Rifugio des Cosmiques. Lungo questo versante sale la via normale.
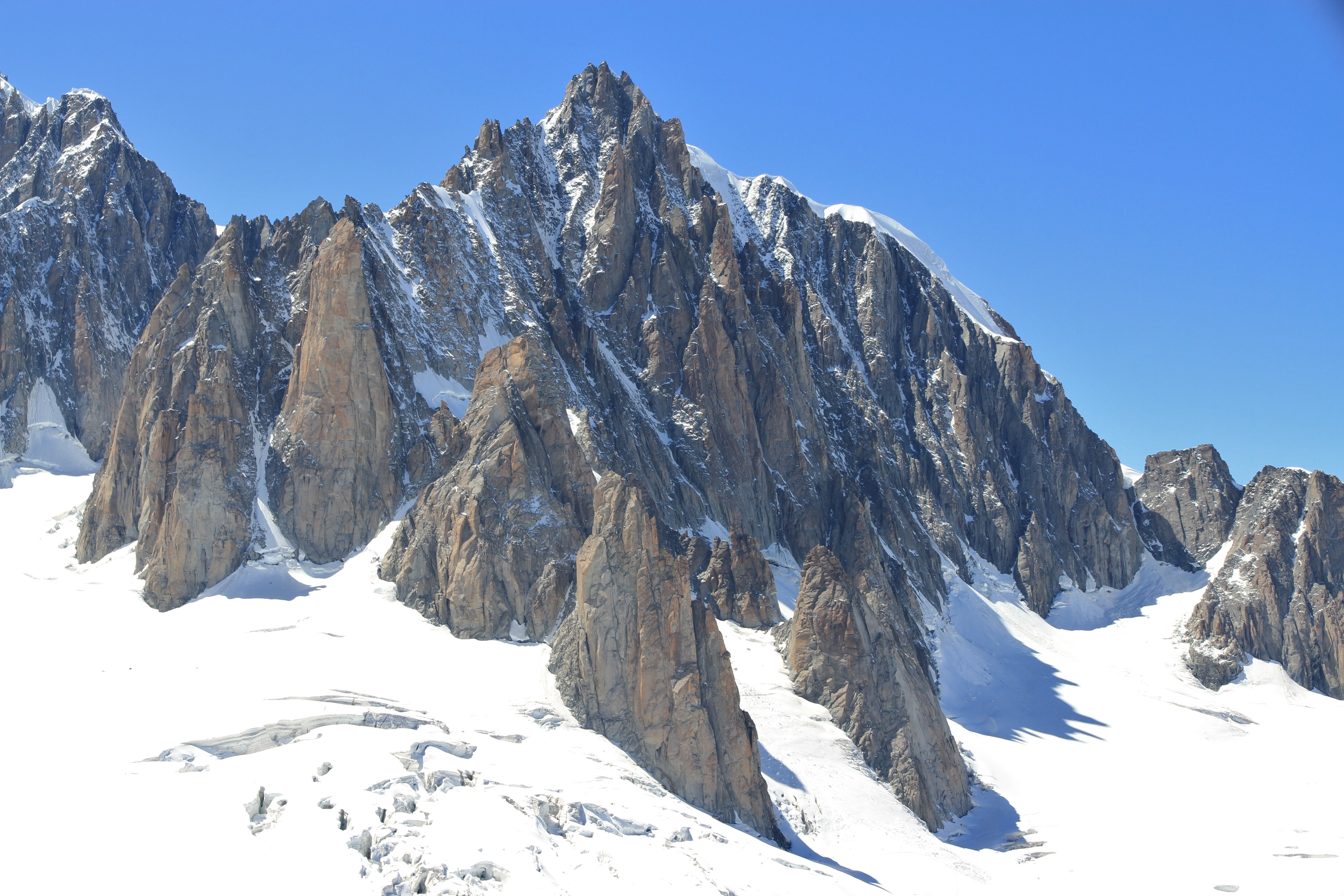
Il versante est del Mont Blanc du Tacul
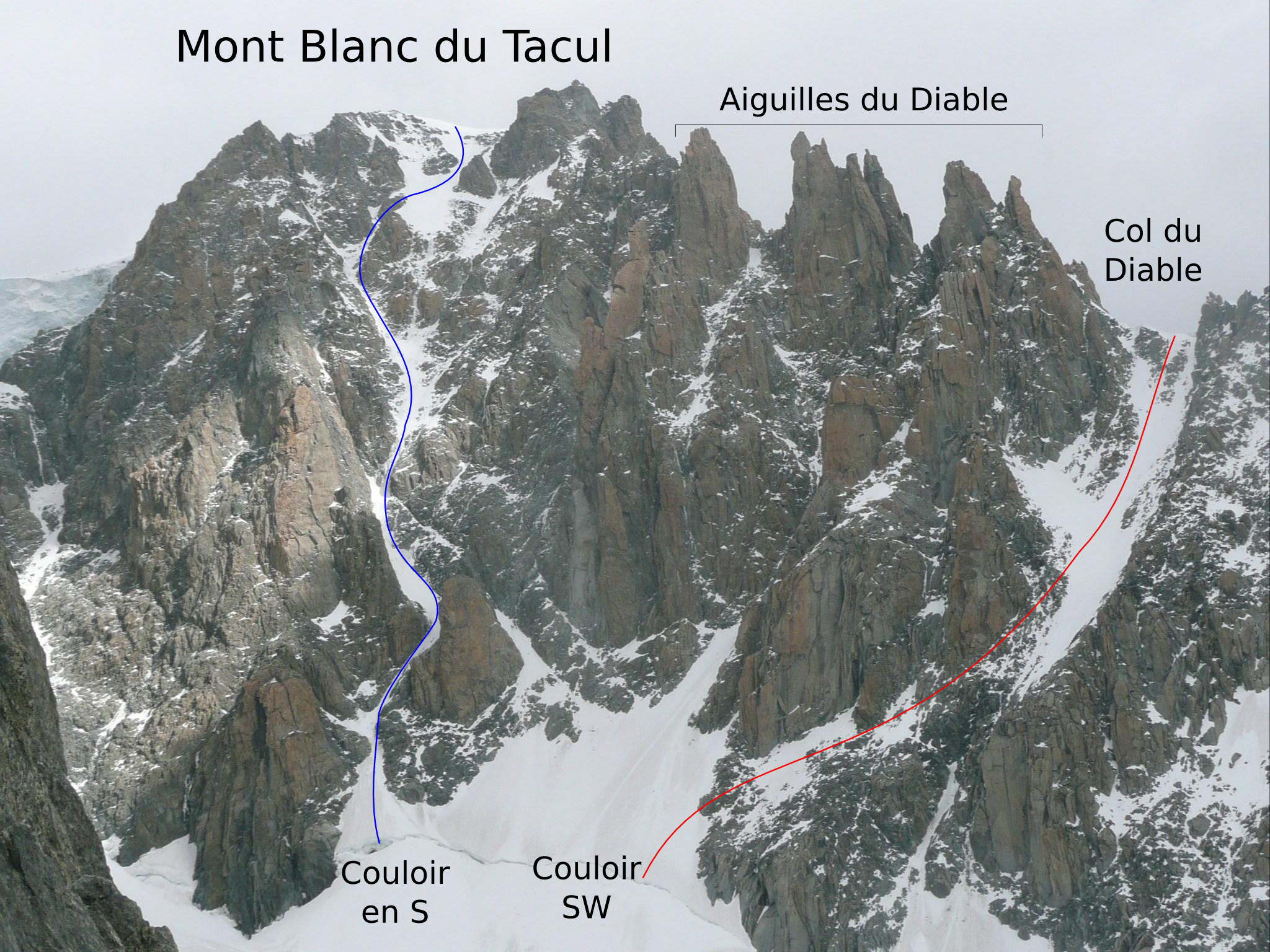
La parete sud del Mont Blanc du Tacul con il tracciato del Couloir S
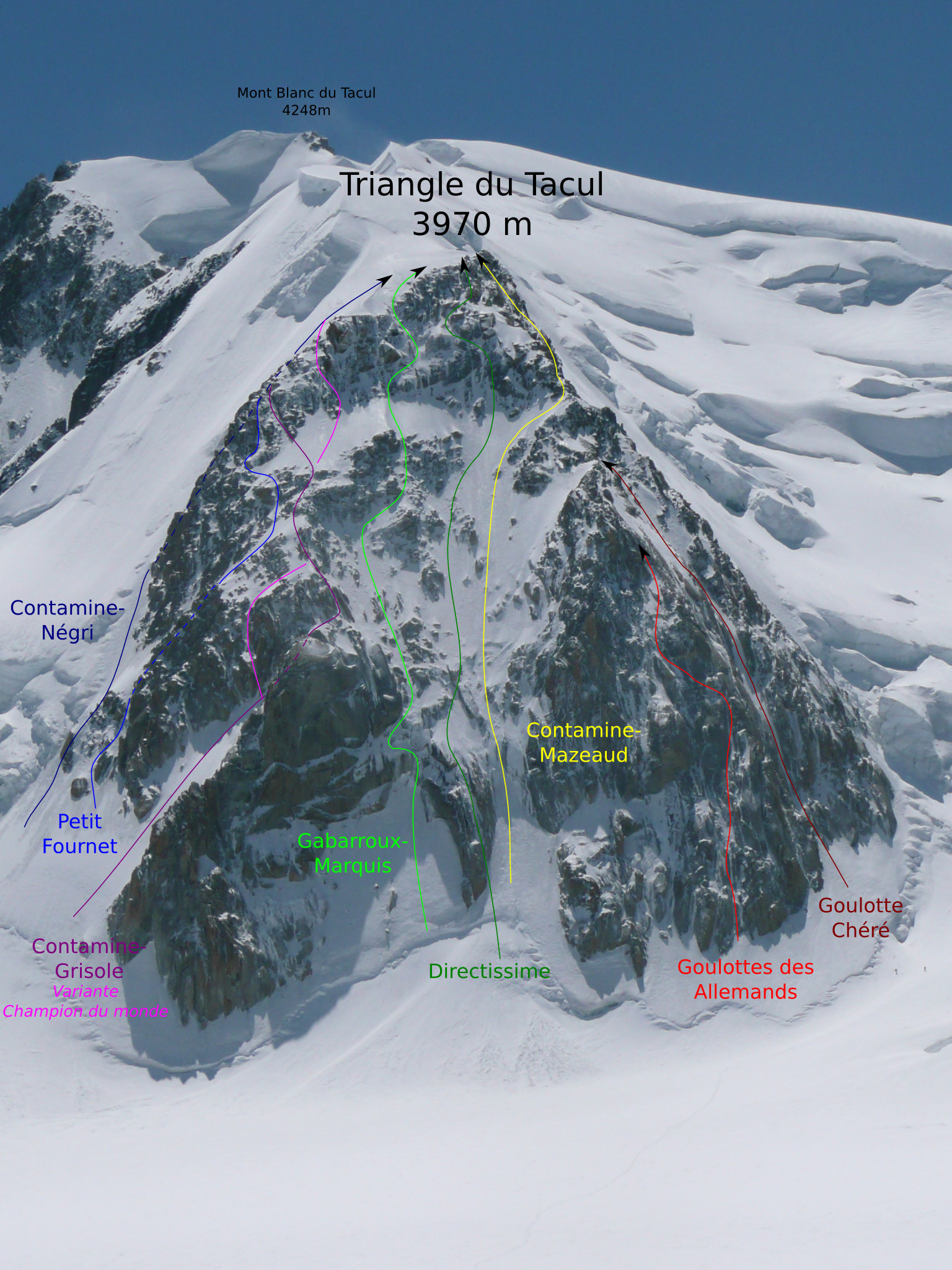
Le principali vie sul Triangle du Tacul